# Юная Лига Справедливости
«Юная Лига Справедливости» (англ. Young Justice; второй сезон имеет подзаголовок «Вторжение» (англ. Invasion), третий сезон получил подзаголовок «Аутсайдеры» (англ. Outsiders), а четвёртый сезон заполучил подзаголовок «Фантомы» (англ. Phantoms)) — американский анимационный телесериал, созданный Грегом Вайсманом и Брэндоном Виетти для «Cartoon Network». Премьера состоялась 26 ноября 2010 года. Несмотря на название, это не показ одноимённой серии комиксов Питера Дэвида, Тодда Дезаго и Тодда Нока, а, скорее, экранизация всей Вселенной DC, где главное внимание уделяется молодым супергероям. Сериал рассказывает о жизни супергероев-подростков, которые являются членами вымышленной тайной оперативной группы, известной как Команда, которая, по сути, является молодым аналогом сообщества взрослых супергероев — Лиги Справедливости. Трансляция была отменена каналом Cartoon Network в 2013 году после первых двух сезонов, которые оказались хорошо приняты и критиками, и фанатами комиксов DC, благодаря качественной анимации и продуманному сюжету, в 2011 году получив прайм-таймовую премию «Эмми» за выдающееся индивидуальное достижение в анимации в эпизоде «День независимости».
В ноябре 2016 года Warner Bros. Animation был анонсирован третий сезон. Премьера «Young Justice: Outsiders» была намечена на 2018 год, но перенесена на 4 января 2019 года.

## Сюжет
Сериал о жизни супергероев-подростков, которые пытаются доказать взрослым супергероям, что они уже на многое способны. Они имеют обычные подростковые проблемы в личной жизни, но им приходится сталкиваться с самыми разными противниками. Одерживая одну за другой нелегкие победы, герои даже не подозревают, что всё это было частью глобального плана Лекса Лютора и организации «Свет».

### Синопсис пилотной серии
Пилотный эпизод представляет четырёх персонажей: Робина, Аквалэда, Кид-Флэша и Спиди. Показывается их стремление к большему признанию и уважению и главное — желание продвижения от помощников до полноценных супергероев. Встретившись с возражением своих наставников из Лиги Справедливости: Бэтмена, Аквамена, Флэша и Зелёной Стрелы, протеже реагируют по-разному. Спиди уходит от своего напарника Зелёной Стрелы и решает в одиночку стать самостоятельным супергероем, берёт себе новое имя — Красная Стрела. Другие стремятся убедить наставников в своей значимости и тайно берут на себя миссию Лиги Справедливости — исследовать здания лаборатории «Кадмус». Во время проникновения в штаб-квартиру «Кадмуса» три героя находят клон Супермена по имени «Супербой». После этого открытия команда выясняет, что «Кадмус» создал живые оружия, называемые Геноморфами. Это открытие, как и происхождение Супербоя, связано с неизвестной группой, именуемой «Светом». В конце концов Робин, Аквалэд, Кид-Флэш и Супербой договорились с Бэтменом организовать команду тайных операций. Посоветовавшись с коллегами, Тёмный рыцарь отправляет Юную Лигу в пещеру (Гора Справедливости), которая была штабом Лиги справедливости в прошлом и где юные бойцы будут проходить подготовку и тренироваться с помощью наставников.

## Эпизоды
| Сезон | Подзаголовок             | Серии | Серии | Даты показа     | Даты показа     | Даты показа     |
| Сезон | Подзаголовок             | Серии | Серии | Первая серия    | Последняя серия | Канал           |
| ----- | ------------------------ | ----- | ----- | --------------- | --------------- | --------------- |
| 1     | Юная Лига Справедливости | 26    | 26    | 26 ноября 2010  | 21 апреля 2012  | Cartoon Network |
| 2     | Вторжение                | 20    | 20    | 28 апреля 2012  | 16 марта 2013   | Cartoon Network |
| 3     | Аутсайдеры               | 26    | 26    | 4 января 2019   | 27 августа 2019 | DC Universe     |
| 4     | Фантомы                  | 26    | 26    | 16 октября 2021 | 9 июня 2022     | Max             |

## Основные персонажи
- Калдур’Ам / Аквалэд / Аквамен (Хэри Пэйтон) — член-основатель Команды, шестнадцатилетний подросток, родом из Атлантиды. Рассудительный и спокойный. Способен создавать объекты из воды и вырабатывать электричество. В первом сезоне был выбран в качестве лидера Юной Лиги, но заявил, что этот пост должен занять Робин/Дик Грейсон, когда будет готов. В пятилетнем периоде между 1 и 2 сезоном предаёт команду и присоединяется к своему отцу — Чёрной манте. Позже выясняется, что Аквалэд был двойным агентом на стороне Лиги. Спустя два года (в 3 сезоне) становится новым Акваменом.
- Дик Грейсон/Робин/Найтвинг (Джесси Маккартни) — член-основатель Команды, тринадцатилетний подросток из Готэма. Является самым опытным в группе, так как с девяти лет обучался навыкам у Бэтмена. Лишен суперспособностей, использует бойцовские, акробатические навыки и высокотехнологичные гаджеты, среди которых предпочитает метательные диски с миниатюрными взрывными устройствами. В пятилетнем периоде между 1 и 2 сезоном стал лидером команды под именем Найтвинга, передав костюм Робина Джейсону Тодду. В 20 серии 2 сезона передал пост командира отряда Калдуру. На момент начала 3 сезона не состоит в команде и лишь призывает отдельных членов отряда на помощь.
- Кид-Флэш / Уолли Уэст (Джейсон Списэк) — член-основатель Команды, пятнадцатилетний подросток из Централ Сити. Является племянником Барри Аллена — Флэша. Внешне кажется, что он беспечный, веселый и наивный, но самом деле он вполне серьёзный и ответственный. Любит флиртовать с девушками. Использует свои глубокие научные познания для объяснения того, чего не понимает. Не признаёт магию как отдельно существующий элемент и всё с ней происходящее старается объяснить с научной точки зрения. В пятилетнем периоде ушёл из команды и стал жить вместе с Артемидой, но в течение 2 сезона возвращался к геройству, когда был нужен. В 20 серии 2 сезона, спасая Землю, умер. На момент 3 сезона считается погибшим.
- Импульс / Кид-Флэш II / Барт Аллен (Джейсон Мэрсден) — внук Барри Аллена из постапокалиптического будущего. Появляется во 2 сезоне. Барт вернулся в прошлое, чтобы спасти своего деда от злодея Нейтрона, чей метаген (ген, дающий сверхспособности) был активирован неизвестными пришельцами. Машина времени, с помощью которой Барт переместился в прошлое, «одноразовая» и не сможет вернуть его обратно в настоящее время, поэтому он остался в прошлом с Командой. Главная слабость Импульса — его чрезмерная болтливость. Позже выяснилось, что он вернулся не столько спасти команду от Нейтрона, сколько предотвратить порабощение Земли Синим Жуком. Эта миссия увенчалась успехом. Потенциально, он самый быстрый из Флэшей. Не очень силён, зато с лёгкостью может проходит сквозь твёрдые предметы при помощи молекулярной вибрации.
- Супербой / Коннор Кент / Кон-Эл / Проект «Ка-Эр» (Нолан Норт) — член-основатель Команды. На момент формирования Юной Лиги его возраст насчитывал 16 недель, в течение которых его «выращивали» в капсуле с пометкой «Проект „Ка-эр“» («Криптонит»), но биологический возраст Супербоя равен примерно 16 годам. Является существом, созданным в результате генетических исследований в лаборатории Кадмус. Был спасён Аквалэдом, Робином-Диком и Кид-Флэшем из секретного подземного комплекса. «Ка-Эр» не кто иной, как клон Супермена, но, так как ДНК криптонцев трудно поддаётся расшифровке, имеет в себе ДНК человека, взятое у основателя проекта Кадмус, Лекса Лютора. Таким образом технически он является сыном Супермена и Лютора. Будучи только наполовину криптонцем, не обладает всеми способностями Человека из стали. Из-за побочного эффекта он не стареет. Получил земное имя Коннер от Мисс Марси, а фамилию Кент ему дал Марсианский охотник. Супербой в начале 1 сезона обычно угрюм, раздражителен и неразговорчив, иногда даже вспыльчив и импульсивен, но позже вливается в команду и оказывается, что он не такой уж и «злой». Примирившись с Суперменом, получил от него имя Кон-Эл. Влюблён в Мисс Марсианку. Во 2 сезоне оказывается, что он не стареет. В 3 сезоне живёт на ферме с Мисс Марси и помогает Дику в борьбе с торговцами металюдьми. На момент первой половины четвёртого сезона считается погибшим. Однако выясняется, что он жив и находится в ловушке в Фантомной зоне. В финале 4 сезона женился на Мисс Марси
- Мисс Марсианка / М’ганн М’орзз / Меган Морз (Даника Маккеллар) — член-основатель Команды. Она прожила 48 земных лет, хотя её биологический возраст равен 16 годам. Она очень боится своего настоящего облика, который не желает показывать своим друзьям из-за страха быть отвергнутой, поэтому впоследствии попала под влияние Королевы Пчёл. Свой земной внешний вид Мисс Марсианка взяла из любимого телешоу «Привет, Меган!» (где главную роль сыграла мать Гарфилда Логана/Бистбоя), позаимствовав имя, поведение и любимую фразу. Является племянницей Марсианского охотника, но, по утверждениям последнего, гораздо сильнее своего дяди. Встречалась с Супербоем, назвав его Коннером из того же TV-шоу. Однако при получении информации она всегда необратимо разрушала все мыслительные процессы допрашиваемых, что послужило причиной разрыва с Коннером. Во втором сезоне сошлась с Лагунбоем, от которого получила прозвище «рыбка». В конце 2 сезона они с Супербоем снова сошлись.
- Артемида / Тигрица / Артемис Крок (Стефани Лемелин) — член Команды, пятнадцатилетняя девушка.[10] Присоединилась к группе как племянница, помощница и протеже Зелёной стрелы. Имеет раздражительный характер, очень скрытная, не желает ничего о себе рассказывать, как и Робин. Оказалось, что Артемида происходит из семьи преступников: мать — Охотница, ушедшая на покой из-за паралича нижних конечностей, отец и сестра — действующие враги Команды Спортмастер и Чешир. В пятилетний период оставила Юную Лигу вместе с Уолли Уэстом, с которым у неё завязались романтические отношения. Во втором сезоне Найтвинг инсценировал её гибель от руки Аквалэда и затем внедрил в окружение Чёрной Манты под именем Тигрицы, но Ра’с аль Гул раскрыл этот обман. В 20 серии 2 сезона отказывается от образа Артемиды в пользу образа Тигрицы. В 3 сезоне живёт вместе с мужем сестры — клоном Роя Харпера и их дочерью (дочерью клона и сестры — Чешир). В 4 сезоне работает преподавателем в университете.
- Затанна Затара (Лейси Шабер) — член Команды, тринадцатилетняя дочь Джованни Затары. Присоединилась к героям вопреки отцовскому желанию. Владеет магией и использует её, произнося заклинания (обычно это слова, произнесённые наоборот). Ненавидит Доктора Фэйта (Судьбу) за то, что тот захватил тело отца, который хотел спасти Затанну от этой участи. В пятилетнем периоде вступает в Лигу справедливости вместе с Ракетой. Спасла своего отца Затару от Доктора Судьба в конце первой половины 4 сезона.
- Джим Харпер / Красная Стрела (Криспин Фриман) — член Команды, бывший напарник Зелёной стрелы. На момент вступления в команду ему уже исполнилось 18 лет, но он не присоединился к своим коллегам, взяв себе новый псевдоним «Красная стрела», стал работать один. Спортмастер сказал ему, что в Команде есть крот, и Красная стрела обвинял Артемиду, Мисс Марсианку и Супербоя (которые тоже были вынуждены шпионить за командой по поручению «Света»). Впоследствии вступил в Лигу и заразил всех остальных членов биочипами Кадмуса, что позволило Вандалу Сэвиджу захватить Сторожевую Башню. Оказывается, что Красный стрелок и был тем самым кротом, а ещё являлся клоном настоящего Роя Харпера. В пятилетнем периоде стал одержим поисками своего генетического прототипа, что очень беспокоило ставшую его женой Чешир, от которой родилась дочь. Чешир помогла найти настоящего Роя Харпера, который всё это время был заморожен в Кадмусе, затем в заброшенном монастыре. В 3 сезоне живёт с дочерью от Чешир у Артемиды.
- Рой Харпер / Спиди / Арсенал — после того, как Красная Стрела и Чешир освободили настоящего Роя Харпера из пятилетней заморозки на складе Кадмуса, он очнулся и обнаружил, что у него нет руки: она была взята для клонирования. Он узнаёт, что виной всему «Кадмус» и Лекс Лютор, отчего возненавидел его всем сердцем. Позже в качестве «откупного» от Лекса Лютора получил кибернетическую руку, оснащённую различного рода оружием. Взял себе псевдоним «Арсенал», под которым присоединился к Команде. Однако, как и Красная Стрела, не являлся командным игроком, отчего, после того как напал на Синего Жука, догадавшись о его предательстве, был исключён из Команды, несмотря на справедливость действий. Как и Красная стрела, решил стать «одиноким волком». Некоторое время действовал вместе с группой подростков, пострадавших от действий Подчинителей.
- Ракета / Ракель «Китти» Эрвин — член Команды. Присоединилась позже остальных героев. Честная и смелая, но неопытная. Ракета — помощница супергероя Айкона. Она использует инопланетную технологию под названием пояс инерции, который даёт ей способность создавать и управлять кинетической энергией. Это позволяет ей летать и создавать силовые поля. В пятилетнем периоде ушла из команды, чтобы вступить в Лигу Справедливости вместе с Затанной.
- Аквагёрл / Тула — в первом сезоне является возлюбленной Аквалэда, но во время миссии в Атлантиде тот узнаёт, что она уже давно встречается с его лучшим другом, атлантом Гартом. Впоследствии, когда Найтвинг и Аквалэд встречаются на кролотеанской базе, Аквалэд винит Найтвинга в смерти Тулы, на что тот отвечает, что не виноват в том, что она погибла на миссии, при этом называя её Аквагёрл. Возможно, Тула была членом Команды, но погибла на миссии в пятилетний период между событиями 1 и 2 сезона. Основная сила: колдовство Атлантиды, позволяющее ей создавать множество ромбовидных кинжалов, которые она мечет во врага телекинезом.
- Робин III / Тим Дрейк (Кэмерон Бауэн) — является третьим Робином. Если Дик Грейсон был слегка нахальным и самоуверенным программистом, то Тим Дрейк специалист по боевым искусствам, использует гаджеты и шест с электроимпульсами. Вдобавок Дрейк немного не уверен в себе. Его обычно назначают в отряд «Гамма», о котором говорят, что с ним никогда ничего не происходит. Впоследствии доказал, что на многое способен, и его всё чаще избирают в отряд «Альфа», а иногда и назначают командиром. Один из первых догадался о предательстве Жука, но был захвачен вместе с остальными, и именно его бёрдаранг выводит Найтвинга к разоблачению Синего Жука. Начинает встречаться с Чудо-девушкой, поражённый мимолётностью жизни после смерти Кид-Флэша и не желая больше скрывать чувств к девушке. В 3 сезоне по приказу Бэтмена уходит из команды.
- Пчела (Бамблби) / Карен Бичер (Масаса Мойо) — член Команды со второго сезона, молодая учёная, афроамериканка, напарница Мэла Дункана. Она и Мэл были одноклассниками Супербоя и Мисс Марсианки в Средней школе Хэппи Харбор. Её костюм — это броня, дающая ей способности, похожие на пчелиные: уменьшение размеров тела и полёт. Карен также стала студенткой Рэя Палмера. Из-за своих малых размеров является идеальным агентом для скрытого проникновения. Влюблена в Мэла, но умело это скрывает, так как для неё деятельность супергероя важнее личных отношений. Однако со временем сдаётся, особенно когда Мэл становится недовольным таким отношением к нему.
- Бист Бой / Гарфилд Логан (Логан Гроув) — член команды со второго сезона. Был вылечен Мисс Марсианкой с помощью переливания своей крови, в связи с чем приобрёл марсианскую способность к трансформации. Так как большую часть жизни провёл в заповеднике, прекрасно разбирается в диких животных и свободно трансформируются в любое из них. Имеет зеленоватую кожу и длинный хвост с кисточкой на конце, предпочитает передвигаться как обезьянка. В первом сезоне жил с мамой, но в пятилетний период между событиями 1 и 2 сезона, когда их джип упал в реку с высокого утеса с водопадом, она погибла. После этого его взяла на попечение М’ган, к которой очень привязался (что взаимно). В 3 сезоне участвует в телешоу. В 4 сезоне после поездки на Марс впал, в глубокую депрессию из-за смерти Супербоя.
- Синий Жук / Хайме Рейес (Эрик Лопес) — член Команды со второго сезона. В жизни обычный подросток из индейской резервации, если не считать Скарабея — образец высоких технологий в виде жука, вживленного в спинной мозг (обычно виден на спине). Скарабей имеет собственный развитый разум и постоянно даёт носителю советы разного толка, чем постоянно его раздражает. Скарабей также дает Хайме экзокостюм синего цвета и оружие, работающее на акустике или плазме. Хайме имеет развитые поисковые способности. По своему собственному заявлению, является вторым Синим Жуком. Его очень ошарашило появление ещё одного носителя экзоскелета (а именно Чёрного Жука). Позже он встречает и Зелёного Жука — марсианский аналог его и Чёрного Жука. Так как Зелёный Жук был под контролем Подчинителей, долгое время Синий Жук, который очень тяготился пророчеством Импульса о том, что он в будущем суперзлодей и поработитель Земли, управлялся Скарабеем, который в свою очередь выполнял приказы Подчинителей.
- Страж / Малкольм «Мэл» Дункан (Кевин Майкл Ричардсон) — член команды со второго сезона. Мускулистый афроамериканец. Напарник Карен Бичер и бывший одноклассник Супербоя и Мисс Марсианки в Средней школе Хэппи Харбор. Человек, не имеет суперспособностей, не участвует в миссиях. Его основная задача — связываться с Лигой, отслеживать преступления, координировать миссии. То, что он человек, зачастую мешает ему в отношениях с Карен Бичер, в которую он влюблён. Когда он с некоторыми членами Команды застрял в Зале Справедливости из-за галактического гладиатора Десперо, то нашёл форму Стража и впоследствии принял его личность.
- Лагунбой / Ла’гаан (Юрий Ловенталь) — член команды со второго сезона, ранее учащийся Консерватории волшебства Атлантиды. Уроженец подводного города Посейдонис. Лагунбой в значительной степени более похож на морского обитателя, чем другие атлантийцы: он синекожий, на руках, ногах и голове ясно видны плавники. У него большие тёмные глаза без зрачков. Имел романтические отношения с Мисс Марсианкой. Как и Аквалэд, имеет татуировки на теле, но, в отличие от него, Ла’гаан не формирует оружие с их помощью, а значительно увеличивается в объёме, приобретая экстраординарную силу. Любимое ругательство — «Neptun’s beard!» («Борода Нептуна!»).
- Чудо-девушка / Кэсси Сэндсмарк (Мэй Уитман) — помощница Чудо-женщины. Она присоединилась к команде в промежутке между событиями 1 и 2 сезона. Является помощницей и протеже Чудо-женщины. Является большой поклонницей супергероини, отчего иногда страдает. В последнем эпизоде начинает встречаться с Робином III (Тимом Дрейком), поняв после смерти Кид-Флэша, что жизнь коротка и многое можно не успеть сделать.
- Бэтгёрл / Оракул / Барбара Гордон (Элисон Стоунер) — первоначально одноклассница Дика в Академии Готэма. За время между 1 и 2 сезонами приняла личность Бэтгёрл. Она протеже Бэтмена, как и Робин. Она регулярно участвует в миссиях, но самыми основными являются миссия в Беалии, где обнаружила беалийский храм Синего Скарабея, а также миссия по освобождению Синего Жука от контроля Подчинителей. После временной отставки Найтвинга и возвращения Аквалэда становится правой рукой Калдура. Стала парализованной в результате неудавшейся попытки мести Джокера Свету в промежутке между 2 и третьем сезоном. В 3 сезоне предстаёт уже в образе Оракула и возлюбленной Дика.